# Astronauții
Astronauții (în poloneză Astronauci) este un roman științifico-fantastic din 1951 al scriitorului polonez Stanisław Lem. Este primul roman al autorului publicat ca o carte, Omul din Marte (1946) a fost publicat ca foileton, iar Spitalul transfiguraților este parte a unei trilogii.
Lucrarea abordează subiecte populare din literatura științifico-fantastică: amenințări la adresa umanității de către civilizații extraterestre, călătorii interplanetare, încercări de a contacta "extratereștrii". Romanul este puternic colorat cu elemente de propagandă comunistă și de realism socialist.
A fost ecranizat în 1960 ca Steaua tăcerii (Der Schweigende Stern) în regia lui Kurt Maetzig. Filmul (după modificări profunde care au schimbat supra-tonul ideologic) a fost proiectat și în SUA.

## Traduceri
- Astronauții - Editura Tineretului, 1964